# Fragile (predstava)
Fragile je kultna slovenska predstava nastala po istoimenoj drami Tene Štivičić u režiji Matjaža Pograjca, a u produkciji Slovenskog mladinskog gledališča u Ljubljani. 

## Povijest
Predstava je premijerno izvedena 27. prosinca 2005. Zadržala se na repertoaru sljedećih 7 sezona te je sakupila 30 festivalskih gostovanja u zemlji i inozemstvu i 8 osvojenih nagrada na raznim festivalima. Autorica je za tu dramu dobila brojne nagrade uključujući Europsku autorsku nagradu i Nagradu za inovativni tekst na festivalu Heidelberger Stückemarkt.
Predstava je gostovala na festivalima u Hrvatskoj, Švedskoj, Makedoniji, Mađarskoj, Češkoj, Belgiji, Slovačkoj, Bosni i Hercegovini, Italiji i Njemačkoj. 
Kritika iz svih medija regije sjajno je primila predstavu pa je tako Nataša Govedić u Novom listu zapisala: «Predstava »Fragile!« u cjelini je još jedna potvrda visokih umjetničkih dosega slovenskog teatra koji još uvijek mnogima predstavlja nedostižan uzor.», dok je kritičarka Ana Tasić u srpskom dnevnom listu Politika zapisala «...to je izuzetna predstava apartne forme, lirska i nostalgična i u tom smislu krajnje katarzična, pri čemu je veoma bogata i na idejnom planu. S jedne strane, putem analize sumorne odiseje likova koji su napustili prostor bivše Jugoslavije, ona lucidno slika našu recentnu prošlost, kao i tranzicijsku sadašnjost, demistificirajući nizove nacionalnih predrasuda.»
Kasnije je ista drama Tene Štivičić premijerno izvedena i u Hrvatskoj (HNK u Osijeku, režija: Snježana Banović), Njemačkoj (više različitih produkcija)  i Velikoj Britaniji (Arcola Theatre).

## Autorski tim
Glume: 
- Gayle: Neda R. Bric
- Erik: Sebastijan Cavazza
- Mila: Janja Majzelj
- Michi: Marko Mlačnik
- Marko: Matej Recer
- Tjaša: Katarina Stegnar
- Marta: Marinka Štern

## Nagrade
Međunarodni festival malih scena, 2006.
- nagrada Veljko Maričić za najbolju mladu glumicu: Katarina Stegnar
- posebna nagrada Veljko Maričić za novu kazališnu realnost predstavi u cjelini.

Marulićevi dani, 2007.
- posebna nagrada Marul za iznimnu skladnost i vrhunsku izvrsnost svih elemenata predstave.
- nagrada Marul za najbolju režiju: Matjaž Pograjc

Dani satire, 2007.
- nagrada Zlatni smijeh za najbolji tekst:  Tena Štivičić
- posebna nagrada žirije za predstavu u cjelini.

Borštnikovo srečenje, 2007.
- velika nagrada za predstavu u cjelini.
- Borštnikova nagrada za najbolju glumicu: Janja Majzelj